# موتور نظر قلندرزهی
موتور نظر قلندرزهی یک منطقهٔ مسکونی در ایران است که در دهستان بزمان واقع شده‌است.